# پری هل (مریلند)
پری هل (به انگلیسی: Perry Hall) شهری در ایالت مریلند کشور ایالات متحده آمریکا است که جمعیت آن در سرشماری سال ۲۰۱۰ میلادی، ۲۸٬۴۷۴ نفر بوده‌است.